# Antonio Vázquez de Castro
Antonio Vázquez de Castro Sarmiento (Madrid, 4 de septiembre de 1929) es un arquitecto español, de estilo racionalista. Trabajó asociado a José Luis Íñiguez de Onzoño.

## Trayectoria
Estudió en la Escuela Técnica Superior de Arquitectura de Madrid, donde se tituló en 1955 y se doctoró en 1966. Al poco de terminar la carrera, Íñiguez de Onzoño y Vázquez de Castro entraron a trabajar en la iniciativa urbanística de Poblados dirigidos de Madrid, encaminada a la construcción de viviendas de carácter social para inmigrantes, dentro del Plan Nacional de la Vivienda de 1955. A los dos arquitectos se les encomendó el de Caño Roto (1957-1959), que fue alabado como uno de los mejor ejecutados, inspirado en las soluciones urbanísticas que se estaban realizando por entonces en Europa del Norte. En 1969 construyeron también el centro escolar del mismo barrio, planificado según la arquitectura popular pero con cierta inspiración en las escuelas inglesas con corredores y terrazas.

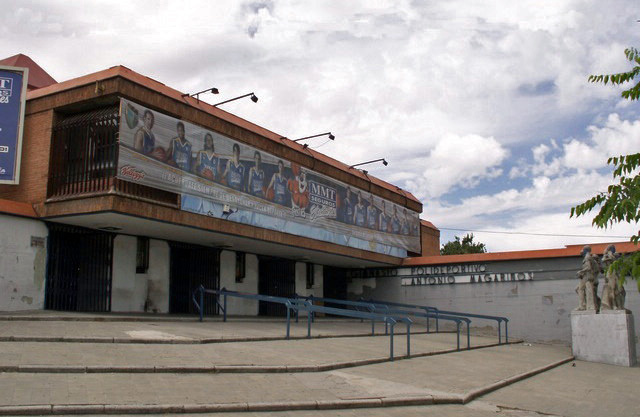
Polideportivo Antonio Magariños (1965-1970), Madrid

Con esta base, desde finales de los años 1960 desarrollaron un tipo de construcción con elementos prefabricados de carácter popular pero de estética moderna, como se evidenció en el barrio de viviendas experimentales P.R.E.V.I. de Lima, en Perú (1969-1971). Con el mismo sistema realizaron diversas viviendas en Aravaca (1972) y varios proyectos residenciales en el sur de España.

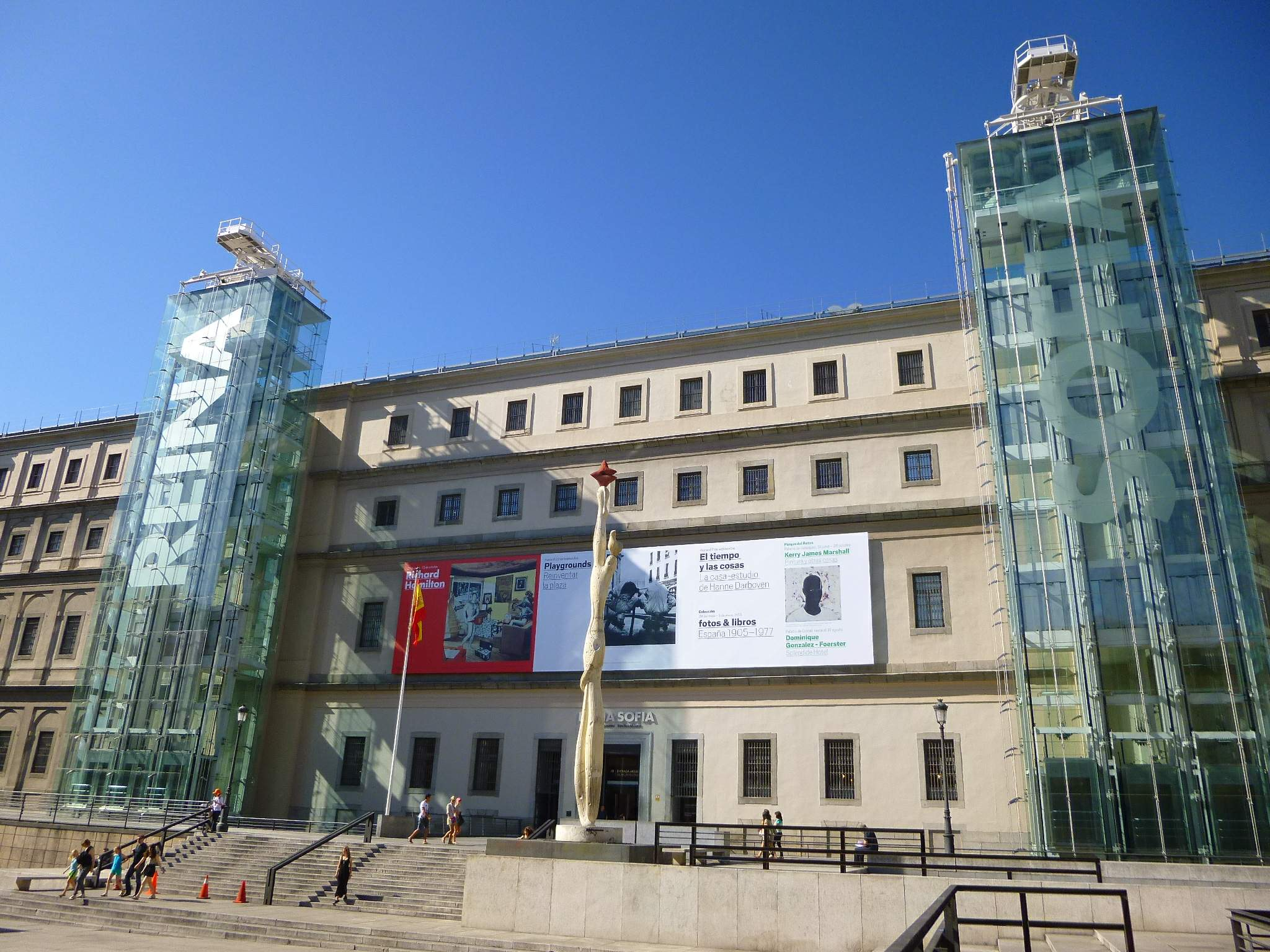
Museo Nacional Centro de Arte Reina Sofía (1988), Madrid

Otras obras conjuntas suyas fueron el edificio de la Mutua Madrileña Automovilística en la calle de Almagro de Madrid y el polideportivo Antonio Magariños de la calle de Serrano de la misma ciudad (1965-1970), así como el conjunto de viviendas de La Fosforera en Carabanchel (1982). También participaron en la rehabilitación del Hospital General y de la Pasión para reconvertirlo en el Museo Nacional Centro de Arte Reina Sofía, en el que añadieron las torres de vidrio y acero de los ascensores exteriores, en colaboración con el arquitecto británico Ian Ritchie (1988). Por esa obra ganaron en 1990 el premio de Urbanismo, Arquitectura y Obras Públicas del Ayuntamiento de Madrid.
Junto a Manuel Sierra Nava proyectó en 1967 un edificio de viviendas en Madrid inspirado en las obras de la Escuela de Ámsterdam.
En 1970 construyó el 'Edificio Parque' en Almería, junto a José Luis Íñiguez de Onzoño y Manuel Sierra.
Entre 1974 y 1994 fue catedrático de la Escuela de Arquitectura de Madrid. Fue decano del Colegio Oficial de Arquitectos de Madrid entre 1975 y 1976. Fue también vicerrector de la Universidad Politécnica de Madrid (1980-1982). Además, fue director general de Arquitectura y Vivienda en el Ministerio de Obras Públicas y Urbanismo (1982-1986).